# Louredo e Fornelos
Louredo e Fornelos (llamada oficialmente União das Freguesias de Louredo e Fornelos) es una freguesia portuguesa del municipio de Santa Marta de Penaguião, distrito de Vila Real.

## Historia
Fue creada el 28 de enero de 2013 en aplicación de una resolución de la Asamblea de la República de Portugal promulgada el 16 de enero de 2013 con la unión de las freguesias de Fornelos y Louredo, pasando su sede a estar situada en la antigua freguesia de Fornelos.

## Demografía
| Gráfica de evolución demográfica de Louredo e Fornelos entre 2011 y 2021 |
|                                                                          |
| Datos según el nomenclátor publicado por el INE portugués.               |